# Големоглави смоци мишкари
Големоглавите смоци мишкари (Ptyas) са род влечуги от семейство Смокообразни (Colubridae).
Таксонът е описан за пръв път от австрийския зоолог Леполод Фицингер през 1843 година.

## Видове
- Ptyas carinata
- Ptyas dhumnades
- Ptyas dipsas
- Ptyas fusca
- Ptyas korros – Индокитайски смок
- Ptyas luzonensis
- Ptyas mucosa
- Ptyas nigromarginata